# Trae

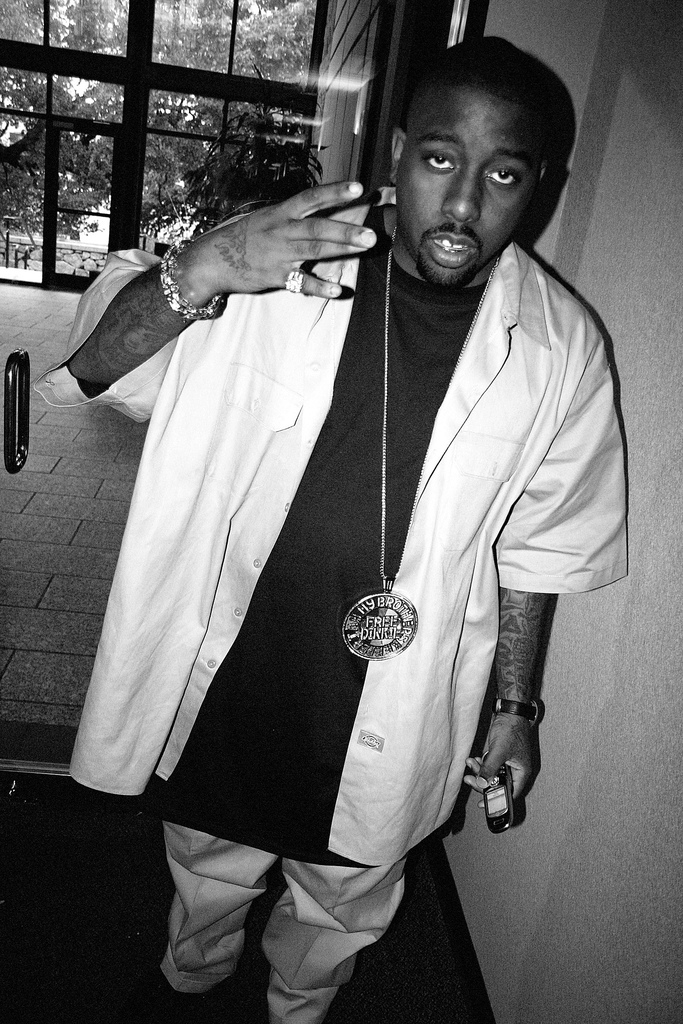
Trae in 2005

Frasier Thompson III (geboren op 3 juli, 1980), beter bekend als Trae (of Trey D tot 2002) is een Amerikaanse rapper afkomstig uit Houston, Texas. Hij is lid van de rap groep Screwed Up Click. Hij is de neef van de rapper Z-Ro die hem ook bekend heeft gemaakt. Ze hebben samen een groep genaamd Assholes By Nature/Slow Loud And Bangin'/Guerilla Maab. Zijn broer Jayton is ook een rapper van de groep Assholes By Nature. Trae's stem is heel laag en hij rapt heel snel.

## Discografie

### Albums
- 2003: Losing Composure
- 2004: Same Thing Different Day
- 2006: Restless
- 2007: Life Goes On

### Singles
- 2005: "I'sa Playa" (met Guerilla Maab)
- 2005: "Beware" (met Paul Wall, Z-Ro & Bun B)
- 2006: "M-16" (met Z-Ro & P.O.P.)
- 2006: "Swang" (met H.A.W.K.)
- 2006: "No Help" (met Z-Ro)
- 2006: "In Tha Hood" (met Yung Joc & Big Pokey)
- 2007: "Screwed Up" (met Lil' Wayne)
- 2007: "Won't Let You Down (Texas Takeover Remix)" (met Chamillionaire, Slim Thug, Lil' Keke, Mike Jones, Paul Wall, Bun B, Z-Ro & Pimp C)

- International Standard Name Identifier: 0000 0000 4924 949X
- Library of Congress Control Number: no2006135679
- MusicBrainz: bec5d16d-63f3-4bfe-92c6-1c4e3ac502ad
- Virtual International Authority File: 46530081
- WorldCat: E39PBJmdt8qj7gQ8gmTfBvMMfq